# Радиационное затухание
Радиационное затухание — сокращение амплитуды поперечных бетатронных колебаний заряженной частицы в циклическом ускорителе, а также эмиттанса пучка частиц, связанное с синхротронным излучением. Поскольку интенсивность синхротронного излучения очень сильно зависит от энергии частицы (~γ4), радиационное затухание важно для ускорителей лёгких ультрарелятивистских частиц (электронные синхротроны), и несущественно для адронных машин.

## Механизм затухания
Излучение ультрарелятивистской частицы в поперечном магнитном поле происходит в направлении движения частицы, в узком конусе с раствором ~1/γ. Соответственно, при излучении сокращаются все компоненты импульса частицы, как продольная, так и поперечные. При прохождении ускоряющего резонатора частица восполняет потерянную на излучение энергию, однако поскольку электрическое поле направлено вдоль оси пучка, восстанавливается лишь продольная компонента импульса. Таким образом, поперечный импульс частицы с каждым оборотом уменьшается, сокращается поперечный угол y'=py/p0 (y = x,z), и инвариант Куранта-Снайдера, то есть размах бетатронных колебаний.
Поскольку излучённая за оборот энергия U0 всегда много меньше энергии частицы E0, радиационное затухание относительно медленное. Декремент затухания ζ зависит от энергии, и от полей магнитных элементов, расположенных на орбите пучка. Времена затухания τ = 1/ζ могут быть вычислены следующим образом:
{\displaystyle \tau _{x}=2{\frac {E_{0}}{J_{x}U_{0}}}T_{0}},

{\displaystyle \tau _{z}=2{\frac {E_{0}}{U_{0}}}T_{0}},

{\displaystyle \tau _{s}=2{\frac {E_{0}}{J_{E}U_{0}}}T_{0}},
где E0 — энергия электронов, U0 — потери энергии за один оборот, T0 — период обращения пучка, Jx,z,E — безразмерные декременты затухания трёх степеней свободы:
{\displaystyle J_{E}=2+I_{4}/I_{2}},

{\displaystyle J_{x}=1-I_{4}/I_{2}},

{\displaystyle J_{x}+J_{z}+J_{E}=4}.
(Последнее равенство называется Теоремой о сумме декрементов.) Радиационные интегралы I2,4 определяются фокусирующей структурой кольца.
{\displaystyle I_{2}=\oint {{\frac {1}{\rho (s)}}ds}},

{\displaystyle I_{4}=\oint {{\frac {D(s)}{\rho (s)}}\left({\frac {1}{\rho (s)^{2}}}+2k_{1}(s)\right)}}.
Здесь ρ — локальная кривизна орбиты, D — дисперсионная функция, k1 = G/Bρ — квадрупольная составляющая магнитного поля в поворотном магните, G — градиент поля, Bρ — магнитная жёсткость.

## Предел затухания
Важную роль в затухании играет квантовая природа синхротронного излучения. Флуктуации излучения отдельных квантов приводят к раскачке бетатронных колебаний. Конечная амплитуда колебаний циркулирующей частицы определяется балансом между механизмами затухания и отдачи. Следует отметить, что квантовые флуктуации возбуждают лишь продольные (синхротронные), и поперечные горизонтальные колебания, но не вертикальные, если кольцо плоское. Равновесный вертикальный эмиттанс пучка определяется связью двух поперечных мод колебаний. Как правило, связь мала, и в электронных синхротронах пучок плоский и вытянутый — радиальный размер много больше вертикального, а продольный — больше поперечных.

## Затухательные кольца
Для получения интенсивных электронных и позитронных пучков с малым эмиттансом используются накопительные кольца. В накопитель инжектируется порция частиц, происходит затухание, в процессе которого уменьшается эмиттанс, и часть акцептанса кольца освобождается для новой порции. Без диссипативных сил, обеспечивающих затухание, инжекция новой порции без потери предыдущей невозможна, вследствие теоремы Лиувилля о сохранении фазового объёма.
Для сокращения времени затухания, а также иногда для перераспределения декрементов затухания между продольной и радиальной степенью свободы, в затухательные кольца часто устанавливают излучающие вигглеры — сильнополевые магнитные элементы, многократно увеличивающие потери энергии частицей на излучение.
Затухательные кольца, кольца-охладители получили большое распространение как на ускорительных комплексах для экспериментов по физике высоких энергий, для подготовки интенсивных пучков для циклических и линейных коллайдеров, и для экспериментов с выведенным пучком, так и в качестве источников синхротронного излучения. Поскольку для источника СИ важно получить высокую яркость излучения, следует добиваться минимизации эмиттанса электронного пучка — источника излучения. Для этого применяются специальные схемы расстановки фокусирующих элементов (Double Bend Achromat и др.). Однако нижний предел эмиттанса, связанный с квантовыми флуктуациями излучения, стал фундаментальным препятствием для получения сверхмалых эмиттансов, и самые передовые проекты источников СИ 4-го поколения уже основаны не на синхротронах, а на ускорителях-рекуператорах, где эмиттанс пучка формируется не синхротронным излучением.